# Callosciurus baluensis
Callosciurus baluensis là một loài động vật có vú trong họ Sóc, bộ Gặm nhấm. Loài này được Bonhote mô tả năm 1901.
đây là loài đặc hữu Malaysia.